# 澳大利亞高速鐵路
澳大利亞高速鐵路（英語：High-speed rail in Australia） 為澳大利亞規劃中的高速鐵路工程，早自1980年代就啟動興建案評估。澳大利亞政府2013年公布興建評估報告書，計畫連結墨爾本、坎培拉、悉尼和布里斯班等澳洲東海岸城市，全长1,748公里。部分人士則主張路線應延伸至阿德萊德或延伸到澳洲大陸西岸的珀斯。然而當時澳大利亞政府基礎建設局，並未就興建計畫進行初步的可行性評估。
2010年，澳大利亞政府宣布，將投入2,000萬澳元來進行詳細的高速鐵路可行性評估與路廊研究，以評估確認興建的經濟效益以及東海岸潛在高鐵路廊網絡的規劃。 第一階段的可行性評估在2011年完成，當時評估認為，興建費用可能約610億到1,080億澳元，這取決於所選擇的路廊以及沿線設置車站數量。 第二階段可行性評估報告在2013年4月公布，報告中列出了更詳細的高鐵興建費用，預估將高達1,140億澳元，预计2027年动工，2058年完工，2065年完全营运。建成后，布里斯班到悉尼2小时37分钟（797公里），悉尼到墨尔本2小时44分钟（824公里）。
澳大利亞鐵路的最高時速，是1998年昆士蘭傾斜列車實驗的210 km/h然而這僅達到國際公認高鐵定義的200 km/h（120英哩）時速的「下限」。

## 概觀

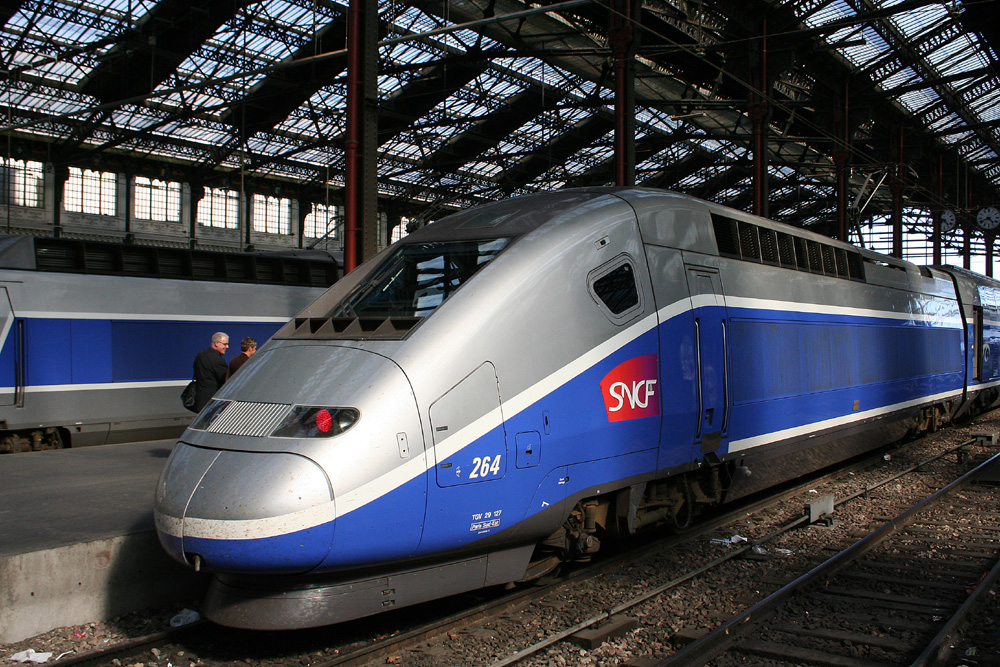
法國的TGV鐵路服務提供法國國內與國外城市之間的快速連結

自1980年代開始，澳大利亞政府就持續以沿東海岸興建高速鐵路為目標進行評估與探勘。而當時，利用航空進行跨州首府之間的交通方式幾乎拿下澳大利亞國內的主導地位，其餘國內鄉村地區則是以轎車作為旅遊交通工具的大宗。 鐵路運輸則是在農村與城市郊區的運輸擁有顯著的市場存在，然而，由於鐵路的慢速加上列車班次並不頻繁導致跨州首府之間鐵路運輸的市場份額非常低。 2013年，第二階段的可行性評估報告中指出，跨州首府之間高速鐵路所需耗費的運輸時程將可能會比航空運輸的時程來得少，報告中估計以常規的高速鐵路時速與旅程時間來計算，從雪梨到墨爾本僅需要2小時44分鐘，而從雪梨到布里斯班僅需要2小時37分鐘。在經過多次的可行性評估以及多方建言後澳洲政府認為，東海岸州首府之間的高速鐵路計劃是可行的，並且，預估興建高速鐵路後將可以取代航空運輸的主導地位。 儘管這些可行性評估報告已經引起了私人企業的興趣，並且這些私人企業甚至刻意釋出評估報告來引起大眾的想像力，但至今仍沒有任何私人企業提出能夠負擔興建高速鐵路費用並且不需要政府任何補助的保證。
一個運作狀況成熟的高速鐵路系統將會比航空運輸以及汽車旅遊更來得有經濟競爭力，而且，高鐵的運作不需依賴進口石油，在旅遊行程上，也將比航空運輸擁有更快的運輸時間，並會減少澳洲的二氧化碳排放量
超過12萬人居住在雪梨 - 墨爾本之間的地域走廊。

## 歷史

### 1970年代–1980年代
澳大利亞國內的鐵路路線早在1970年代就已提出改善的建議。1979年的總理會議上就提出了雪梨到墨爾本之間的鐵路路線的電氣化計畫，讓兩地原本的運輸時程從原本的12小時以上縮減到10小時以下，然而參議院委員會發現，這個計劃的經濟效益不佳。1981年，工程師學會提出了為紀念澳大利亞建國2世紀的高速鐵路興建計畫，計畫中預定連結五個澳大利亞東南部州的首府（阿德萊德、墨爾本、堪培拉、悉尼和布里斯班）。然而，但是計畫僅是提出改善現有的軌道以及部分路線電氣化，並且再購買新的柴油或是電動火車。這樣的改善計畫僅能讓旅行時間有輕微的改善，因此不能算是一個真正的高速鐵路計畫。

### 1984年聯邦科學與工業研究組織（CSIRO）提案
澳大利亞國內第一個真正意義上可算是高速鐵路的評估報告是在1984年6月由聯邦科學與工業研究組織（CSIRO）的主席Paul Wild所提出，並且率先提交給了當時的霍克政府 這個評估報告是沿海岸線興建高鐵路線連接墨爾本、坎培拉和雪梨，並且將以法國的TGV列車系統技術（高速列車）作為此路線的基礎系統。該報告中提出的預估建設成本約在250億澳元（2013年換算美元約70億），並且估計每年將花費超過5000萬澳元運營成本以及1.5億澳元的收益，方可達成營利。後續這個計畫引起了公眾和媒體的關注，以及一些私人企業進行可行性評估。
1984年9月，澳大利亞交通運輸經濟局認為的高鐵的預估興建成本整整低估了150億，因此該提案被認為不具有經濟效益。爾後時任澳大利亞交通部長的彼得·莫里斯，拒絕了這個評估報告。

### 超快速列車（VFT）合資

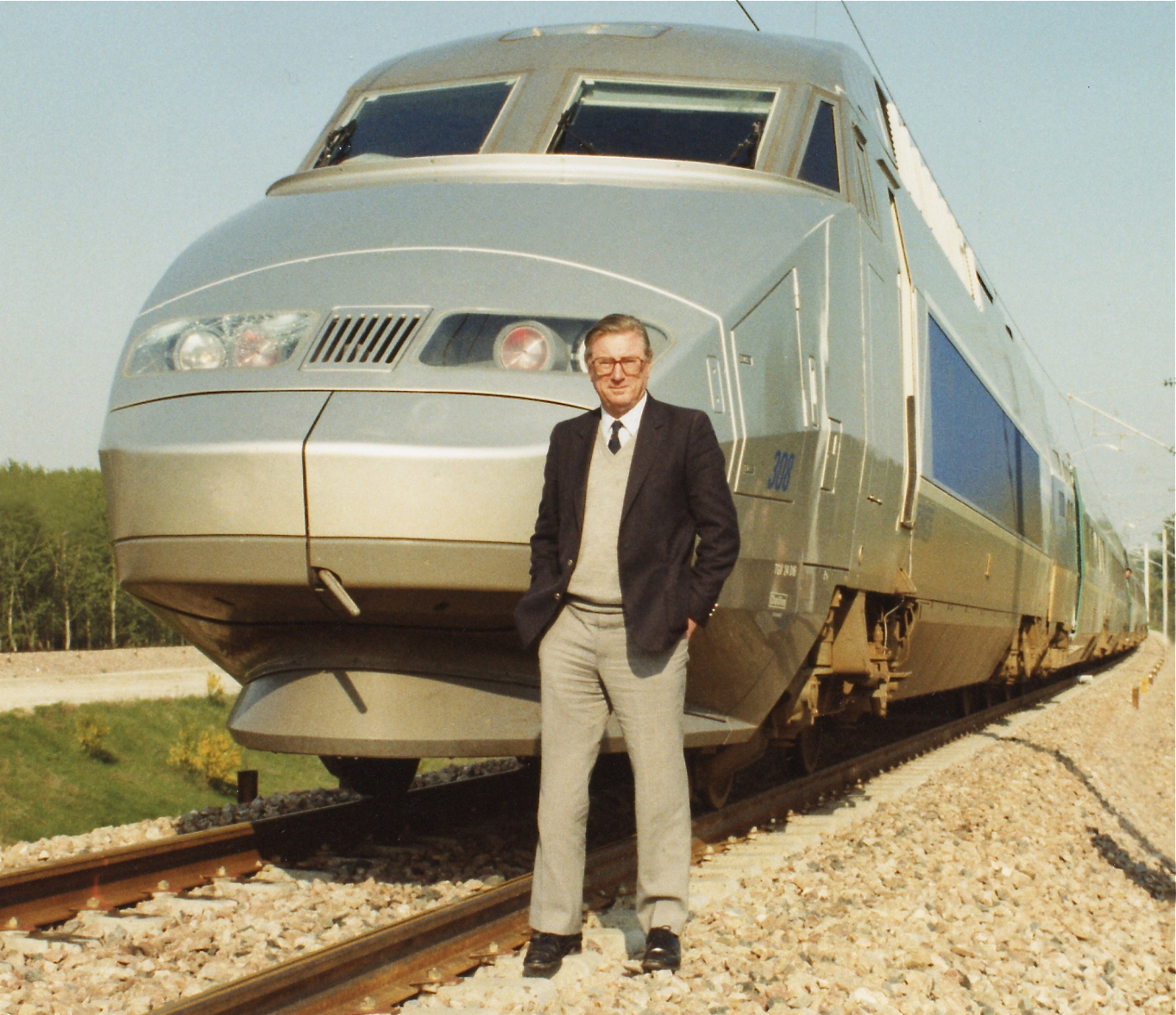
Paul Wild 於1989年在法國站在TGV前

1984年，Peter Abeles爵士與TNT集團董事長表達了對於 Paul Wild 提出的高鐵建設計劃感到興趣。
兩年後，1986年9月，超快速列車（VFT）合資公司正式成立，其成員包括 Elders IXL、熊谷組、TNT 以及之後加入的 BHP，合資公司主席由 Dr Wild 擔任。該公司提出一個從雪梨通過古爾本到堪培拉的高速鐵路計劃（該計劃行車時速預定在350km/h），然後再利用沿海路線（或者內陸路線）到達墨爾本。可行性評估在1988年提出，報告中指出整體計劃估計耗資1900萬澳元（以2013年幣值計算約3950萬美元）。1989年，VFT 與昆士蘭州政府會談後，他們還進做了初步分析沿海岸線延伸到布里斯班的計劃。1990年， VFT 正式發表了重大的可行性評估報告作為計劃總結，其報告標題簡單的命名為 VFT - 項目評估（VFT - Project Evaluation.）報告中提到在墨爾本、雪梨與坎培拉之間以內陸路廊做為高鐵路線，並且中間計劃設立以下車站，包括雪梨機場、坎貝爾、鮑勒爾、古爾本、亞斯、沃加沃加、奧爾伯里、沃東加、貝納拉、西摩、以及墨爾本機場。整體計劃興建費用估計需要耗資66億澳元（2013年幣值約119億美元），計劃設定將從1992年開始興建，預計歷時五年完成。
VFT 提出的計劃遭到許多團體反對，尤其是澳大利亞保護基金會和澳大利亞民主黨。 他們聚焦於，沿海岸線興建高鐵將對海岸脆弱的環境生態造成影響，以及其他包括噪音汙染與可能需要花費大量公共資金等問題。
VFT 的可行性評估報告提出後，他們持續與州政府和聯邦政府之間進行談判。其中，優渥的稅收政策被 VFT 持續追捧，但如果沒有這個優點，他們所提出的高鐵計劃被認為是沒有經濟效益的。南澳大利亞總理約翰·班農是政府重大經濟基礎建設減稅的聲援支持者之一，其中包括 VFT 提出的計劃。在1991年8月，當時的霍克政府在有人聲稱政府將耗資140億興建高鐵之後，宣布拒絕了減稅政策。隨後，VFT 合資公司宣告解散。

### Speedrail 提案
1993年，Speedrail 聯盟（阿爾斯通與禮頓控股的合資公司）提出雪梨和坎培拉之間高速鐵路的計劃。其中粗估興建費用需要24億澳元（2013年幣值約41億美元）。經過多年的延遲和許多的說法後，1997年3月，Speedrail 聯盟要求政府進行大量的資金補助。並正式向新南威爾士州政府和澳大利亞首都直轄區政府提出招商意向書；七月，六大企業入圍成為贊助商。 1997年12月，政府收到來自 Speedrail 聯盟的四點建議中，都附有要求的10萬澳元的保證金。 支持者包括：
- 由ASEA布朗勃法瑞、Adtranz、SwedeRail、BT金融企業（英语：BT Financial Group）、奧雅納工程顧問（英语：Ove Arup）、TMG國際背後支援的首都鐵路。他們的建議是將既有鐵路路線升級，預計花費12億澳元，計劃升級鐵路後將採用瑞典X2000擺式列車組，並宣稱將為 XNEC 帶來更快的速度（250km/h），使得行車時間縮減為1小時45分鐘。
- 由AIDC 澳大利亞、GHD 集團（英语：GHD Group）、租借法案、西門子 以及 TNT 背後支援的跨州首府快捷鐵路。他們建議使用行程時間和成本相同的首都軌道，並改用類似的傾斜式列車並調整升級。
- 由 GEC阿爾斯通、禮頓建設（英语：CIMIC Group）、法國國家鐵路公司、聯邦銀行、澳洲航空、Baulderstone Hornibrook 背後支援的 Speedrail 聯盟。他們建議從格倫菲爾德到坎培拉興建一條全新的鐵路路線，預估耗費資金約美元20-26億，並利用現有的雪梨地鐵網絡連結至高鐵的中央車站。此外，該建議中，還提議使用法國的 TGV 做為鐵路運輸技術，使運輸時程僅需要約1小時20分鐘。
- 由蒂森克虜伯,、西門子、Adtranz 背後支援的磁浮列車。他們提出一個大膽的計劃是通過臥龍崗市只需耗費60分鐘的磁浮列車。然而，該計劃沒有提出詳細的成本計算，但政府消息人士粗估，如果真的興建磁浮列車，成本要至少要40億澳元。

1998年8月4日，總理霍華德宣布，Speedrail 聯盟所提出的方案將是首選方案 並且給出了如要將高鐵提案繼續進入到“證明階段”的條件是必須“確保納稅人不須負擔興建成本”。當時民間預測，高鐵建設將花費350億澳元（2013年幣值約5400億美元），並且施工期間將能夠創造15000個新的就業機會。據計劃，高鐵路線將採用東丘陵計劃線自雪梨出發，途經休謨並沿著聯邦公路到達坎培拉。其中路線上將設有中環、坎貝爾、南部高地、古爾和堪培拉機場車站。從每個城市出發的每列列車會有8-9節車廂構成一組列車組，約45分鐘的間隔會有一班車，並且列車行駛時速會在320km/h（200英里），總計整趟旅程預計花費81分鐘完成。
該計劃將以公辦民營（BOO）模式來運作，這將使得高鐵完工後先由私營公司來管理鐵路網絡，並在合約期滿30年後移交給政府進行管理。
1999年11月，Speedrail 聯盟提交了一份可行性研究報告給政府，聲稱該報告書將可滿足政府的所有要求。然而，新聞媒體依舊認為，這份可行性評估報告還是需要政府補助100億澳元或提供稅收優惠。2000年12月，聯邦政府擔心建設計劃需要過多的補貼，因此最終終止了該建設提案。

### 霍華德政府時期（2000年）
在 Speedrail 提案終止之後，2000年12月，霍華德政府委託TMG國際公司，領導一個包括奧雅納在內的專業諮詢顧問團隊，調查連結墨爾本、坎培拉、悉尼和布里斯班之間高速鐵路系統連接的各方面設計與實行。第一階段的東海岸超高速列車概論評估報告發布於2001年11月，並計畫預備耗資230萬澳元。 該評估報告中涉及了包括高鐵技術、走廊的選擇、經營業績、運輸時間、項目成本、預測需求、融資以及國家發展等等的影響。雖然初步評估中，並沒有進行詳細的路廊分析，但評估建議墨爾本 - 悉尼、悉尼 - 布里斯班之間有沿海路廊或者內陸路廊兩種選擇。
該評估報告的結論是，雖然高速鐵路系統未來仍可能出現在澳大利亞，但這需要澳大利亞兩黨之間多年的政治眼光來實行（施工時間估計需要10〜20年），並且將很可能需要政府補助建設費用高達80％。 建設費用估計與行車時速的選擇有很強的連動性，一條雙軌東海岸高速鐵路建設成本將是（2001年澳元幣值）：
- 250 km/h: 330 – 410億美元
- 350 km/h: 380 – 470億美元
- 500 km/h（磁浮列車）: 560 – 590億美元

這些報告數字中並不包括採購全部車輛或是設立運營公司的成本。該報告指出，這些費用可以在一定程度路廊詳細分析（尤其是較低的速度選項）後降低，如果選擇以現有的鐵路或公路路廊來進行升級將可以減少資金耗費。
2002年3月，政府決定不再進行第二階段的可行性評估與調查，由於第一階段評估後，建設高鐵將需要耗費大量的基礎設施建設公共資金。

### 堪培拉商務委員會的評估
2008年4月，坎培拉商務委員會提出一份申請給澳大利亞基礎建設局，要求給澳大利亞高鐵在21世紀能再次被重新評估的機會。 以下為提交申請的詳情：
- 因為過去十年的競爭力與支援技術提升，讓高鐵技術更加先進。
- 東海岸運輸的需求。墨爾本 - 雪梨的航空航線是當前世界上第四最繁忙的，雪梨 - 布里斯班航線在亞太地區排名第七。
- 民生水準提昇。
- 可用於貨運。在法國，已開始使用高速貨運列車，不久的將來，歐洲地區將會逐步使用高速貨運列車。
- 環境可持續維護發展並減少溫室氣體的排放。
- 能源效率。
- 更好的社會效益成果，生活品質提昇，並減少鐵路路線上區域中心的區域地位弱勢現象。

### 坎培拉機場計畫
2009年，坎培拉機場建議，在自身與計畫中的第二個雪梨機場之間，興建高速鐵路會是最佳的運輸方案，這個方案將可以減少兩地的運輸時間約50分鐘。然而鑑於當前雪梨盆地內的城市發展已無足夠腹地，因此必須要興建一座全新的機場，新機場預計選址將會在 Badgerys 溪旁或是威爾頓之處，後新機場興建完成後，再興建與機場聯動的高鐵車站以利於兩種交通方式的接駁。雖然需要另闢新機場，但是，坎培拉機場所提出的的選項將可以省下高達220億澳元的經費。
2012年6月，堪培拉機場宣布，如果高速鐵路將繼續向前興建延伸，他們計劃在機場外興建一座耗資1.4億澳元的高鐵終點站。

### 州際提案
在不同時期，國家政黨和其他人均有提出多個橫跨其他地區的高鐵計劃，包括建造具有符合速度國際高鐵公認門檻200km/h潛力的高鐵計劃。
2004年，新南威爾士州政府提出了以私人名義投資20億澳元在西快速鐵路的地下化與平面列車線路，這條線路將連結雪梨的中央商務區與西雪梨。此提案在2006年12月被當時澳大利亞的反對黨領袖陸克文在拜訪彭里斯時被重新提起，並且是工黨在2007年聯邦大選所提出的競選綱領一部分。爾後計畫由新南威爾士州政府收到批准的指示。而鐵路路線還得到了工會領袖Michael Easson、荷蘭銀行（ABN AMRO）以及澳大利亞建築公司承包商禮頓集團背後的支持。 爾後提案的內容被納入當時政府的西部地鐵與中央商業區救災專用線路之中。然而，這些計劃在2011年後被當時的奧法雷爾政府給放棄。
2008年，Transrapid 向維多利亞州政府提出了一項建議以私人資助和經營的名義興建磁浮列車鐵路路線，以服務大墨爾本市區。，這個提案是愛丁頓運輸報告中作為其中一種取代跨城隧道的方案，然而，報告中卻忽略了調查地上交通的方案，使得最後的方案選擇中沒有出現平面路線的方案。Transrapid 路線計畫將連結吉朗至大都會墨爾本之間的新開發郊區，而且，這個計畫預估可在20分鐘內抵達泰勒馬林與愛華隆機場國際線與國內線航廈，30分鐘內前進到弗蘭克斯頓、維多利亞。如果計畫實現，將可以造福沿路超過400萬的居民，並且 Transrapid 宣稱只需花費40億澳元的經費興建。不過，後來，維多利亞州政府認為，比起 Transrapid 提出的方案，愛丁頓運輸報告中提案興建地下鐵的方案更有效益，因此駁回了 Transrapid 提出的方案。
2010年，西澳大利亞州政府麾下的公共交通管理局完成了珀斯到班伯利之間高速鐵路的可行性評估報告。 這條路線將遵循現有通往Anketell的窄軌路線 － 曼都拉線，再沿著奎納納高速公路和福雷斯特高速公路前進，最終到達克利夫頓湖，其中新建軌道約長140公里（87英里）。 這計畫將會取代現有的 Transwa Australind 客運服務，其路線目前越趨於偏向貨運使用。 此計畫預計最高時速將可能達到160km/h（99英里），並且，從珀斯地鐵前往班伯利市中心新站的行車時間預計是91分鐘。該路廊允許未來將行車時速提升到200km/h（120英里）。
在2010年的維多利亞州選舉籌備階段時，自由黨領袖百魯承諾將斥資40萬澳元成立了高鐵宣傳部門，目的在於確保墨爾本的高鐵計畫將成為澳大利亞的第一條高速鐵路。他表示，他支持墨爾本以西的東海岸各大城市利用高速鐵路連接，並計畫再將路線延伸到吉隆和阿德萊德。
2010年，IPA的報告指出努薩 - 布里斯班 - 黃金海岸之間擁有有潛力的高速鐵路路線，並且，如果建成，將可成為全東海岸高速鐵路系統的前瞻。 該報告預測，如果高鐵系統將行車時速設定在350km/h（220英里），庫羅伊（努薩以西22公里）與布里斯班之間的行車時間將減少31分鐘（當前兩地行車時間需要2小時8分鐘），並將可獲益高達84％的通勤市場。布里斯班與黃金海岸之間的行車時間將減少至21分鐘，可獲益約27％的通勤市場。
在贏得2011年新南威爾士州選舉不久，高速鐵路計畫轉變成自由黨總理巴里奧法雷爾所倡導的墨爾本至布里斯本路線，而奧法雷爾表示，由於雪梨第二機場選址在在新南威爾士州，但，如果確定興建機場“無論是中央海岸，西南部或西郊（雪梨西郊），將造成周遭居民巨大的影響與反感，因此，奧法雷爾所倡導的高鐵計劃中並沒有通過雪梨第二機場。

### 陸克文/吉拉德政府時期（2008年-2013年）
2008年12月，代表澳大利亞工黨的陸克文政府宣布，將沿著雪梨 － 墨爾本走廊興建超快速列車（VFT）耗資250億澳元的提案設定為政府最優先執行的基礎建設計畫。
2010年10月31日，澳洲（工黨）政府利用職權範圍進行了有關東海岸墨爾本到布里斯班之間施作高速鐵路的戰略性評估研究，並將這份評估報告告知新南威爾士州、維多利亞州、昆士蘭州以及澳大利亞首都直轄區政府。爾後這個戰略性評估報告得到了澳洲自由黨和澳洲綠黨的支持，而後者更要求進行高鐵延伸至阿德萊德和珀斯的計畫。
評估報告耗資2000萬澳元，並分為兩個階段進行。第一階段報告在2011年8月4日公布，確認了路廊規劃、車站位置與潛在的經濟利益，並給出了指標性的成本估算數字。
第一階段的評估報告中指出，布里斯班與墨爾本之間高鐵的計劃路廊將可：
- 斥資約610億至1080億澳元之間(2011 幣值)。
- 包括1600多公里的雙線新標準軌距。
- 最高行車時速可達到350公里，布里斯班到雪梨以及雪梨到墨爾本的行車時間將可以減少至3小時以下，從紐卡索到雪梨將只需要40分鐘，雪梨與坎培拉之間行車時間將只需要1個小時。
- 預估承載量將在2036年達到約54萬人次。
- 提供更有競爭力的車票價格。[11]

該報告指出，如要取得，或以其他方式確保更短的路線，將需要透過減少額外的隧道來降低興建成本，然而會造成城市地區發展不均以及原定的首選路線被棄用。
第二階段的評估報告在2011年底正式展開，並且最終在2013年4月11日對外公開第二階段評估報告。 該報告是基於第一階段評估報告上建立，而且，第二階段評估報告的評估目標和範圍更為全面，將第一階段報告的許多內容更加細部化研究與估計，特別是針對高鐵需求量和成本估算。
第二階段評估報告中指出：
- 高鐵路廊將包括約1750公里的專用路徑來連接布里斯班、雪梨、坎培拉與墨爾本的市區與車站之間。
- 優先選定設置包括四大州首府在內的車站，四大城市的市郊區車站，並在黃金海岸、卡西諾、格拉夫頓、科夫斯港、麥覺理港、塔瑞、紐卡索、南部高地、沃加沃加、奧爾伯里、沃東加與謝珀頓設置車站。
- 一旦高鐵啟用並全面投入運作（以2065年投入運作估計），高鐵每年將可以載運約84萬人次。
- 迅速的行車時程，墨爾本到雪梨之間以及雪梨盪布里斯班之間的行車時間將可低於三個小時。
- 針對高鐵的分期建設方案中，優先建設路線將會是雪梨到墨爾本線，坎培拉到墨爾本線為其次，後續則是紐卡索到雪梨，布里斯班到黃金海岸以及黃金海岸到紐卡索。
- 完整高鐵路線的建設經費估計需要約1140億澳元（2012年幣值）。
- 高鐵與其大多數各個階段的方案投資預估將只會有小部分的經濟報酬率。因此政府需要大量的前期投資費用來資助高鐵計畫。
- 如果旅客數量能夠滿足預期的票價水準，高鐵系統將可收到來自票價以外的活動收入，以滿足目前沒有公共補貼的運營成本。
- 高鐵將大大提高設有車站的區域城鎮中心的造訪機會，雖然不會自然實現，但將可以提供區域發展的機會。

伴隨著第二階段評估報告公布的還有280張詳細顯示在第二階段報告中已確定路線優先排列的地圖。這些地圖解釋了英语維基百科上澳大利亞高鐵路線選擇歷史條目中顯示的各種早期的高鐵替代路線。
|                                                 | 墨爾本 - 雪梨            | 雪梨 - 布里斯班          | 雪梨 - 坎培拉 |
| ----------------------------------------------- | ------------------------ | ------------------------ | ------------- |
| 直线距离                                        | 730 km                   | 770 km                   | 未知          |
| 现有铁路路程距离                                | 963 km (比直线距离长32%) | 988 km (比直线距离长28%) | 未知          |
| 现有铁路平均速度                                | 92 km/h                  | 73 km/h                  | 未知          |
| 现有铁路出行用时                                | 10小时30分钟             | 13小时35分钟             | 4小时19分钟   |
| 現有鐵路服務 （延遲，所有路線）                 | 2                        | 1                        | 3             |
| 航空出行用时 (中心商業區之间)                   | 3小时                    | 3小时05分钟              | 未知          |
| 航空服務 （延遲，所有航線）                     | 118                      | 84                       | 未知          |
| 高速铁路出行用时 (最大速度 350 km/h（220 mph）) | 2小时45分钟              | 4小时24分钟              | 1小时4分钟    |

註釋：航空旅行時間包括從中心商業區（CBD）到機場，在候機室等候，多道的關閘審核，以及前往目的地的中心商業區（CBD）。
根據菲利普·萊爾德所述，避免採納高速鐵路的主要原因包括：
- 在國內航空旅行激烈的競爭，從而導致了高鐵票價無法提高，必須以更實惠價格吸引乘客。
- 國內過多的航空運輸補貼。
- 大型城市之間的間距因距離過於遙遠而使得高速鐵路無法對航空旅行進行有效的競爭。
- 廉價汽車旅遊的概念。
- 缺乏對大多數跨州道路的通行費。

### 雅培政府時期（2013年－至今）
2013年11月8日，作為新當選的雅培政府之中由20個政府委員會組成高鐵諮詢小組，來負責規劃的布里斯班和墨爾本之間 VFT 計畫，並確認了前代政府所留下的鑑定委員會將被清查，為的就是盡可能的削減高鐵計畫的成本並“確保政府機制是有效率以及縮編至越小越好”。 然而，在隨後的一個月，副總理沃倫·特拉斯宣布，該聯盟致力於取得前代政府的高鐵路廊確認的評估報告，並說，他個人尋求維多利亞州，新南威爾士州和昆士蘭州州長以及首都直轄區長的合作。工黨表示將支持這一舉措
在2014年，低碳倡導組織發布響應陸克文政府第2階段評估報告的詳細研究。將準備與德國航空中心合作，來研究使用許多假設相同成本的方案，但以盡量減少工程費用為前提提出了一個修正路線。然而修正後的路線將更長一些（1799公里相比1748公里），不過隧道的長度減少了44％，而橋樑的長度增加了25％。大部分路廊減少的方式都是利用接入現有的大都會交通路廊之中；但當時政府評估中，選擇了政治上簡單但價格極其昂貴的隧道來連結到終點站。 因此工程計畫的提交者德魯杰拉德還批評了第2階段的評估報告中列出的45年建設時間表根本是“可笑的”。 德魯還指出，在政府報告的成本估算中有明顯的“鍍金”疑慮。 BZE預測，高速鐵路將耗資843億澳元，並需要10年時間來興建。

## 外部連結
- AECOM; Booz and Co; KPMG; Hyder; Acil Tasman; Grimshaw Architects.  (PDF). Australian Government Department of Infrastructure and Transport. April 2013. Libraries Australia ID 50778307. （原始内容 (PDF)存档于2013年6月25日）.
- AECOM; Grimshaw Architects; KPMG; SKM.  (PDF). Australian Government Department of Infrastructure and Transport. July 2011. Libraries Australia ID 47757259. （原始内容 (PDF)存档于2013年5月16日）.
- Anderson, John,  (PDF), Parliament of Australia, 26 March 2001  [8 August 2010], （原始内容存档 (PDF)于2022-01-02）
- Arup-TMG.  (PDF). Australian Government. November 2001. （原始内容 (PDF)存档于2013年5月11日）.
- Brown, Lester R. . The Permaculture Research Institute of Australia. 17 February 2009. （原始内容存档于2012年3月27日）.
- Canberra Business Council.  (PDF). Canberra Business Council. April 2008. （原始内容 (PDF)存档于2013年5月13日）.
- CSIRO. . Canberra: CSIRO. January 1985.
- de Rus, Ginés; Nombela, Gustavo,  (PDF), Department of Applied Economic Analysis, University of Las Palmas, March 2006, （原始内容 (PDF)存档于2012年2月20日）
- Infrastructure Partnerships Australia; AECOM. . Infrastructure Partners Australia. 2010. （原始内容存档于2011年7月10日）.
- Laird, Philip. . Back on Track (UNSW Press). 2001: pages 32–33. ISBN 0-86840-411-X.
- McLennan, David. . The Canberra Times. 29 March 2002. （原始内容存档于2009年10月21日）.
- Sarre, Alastair. . Australian Academy of Science. January 2002. （原始内容存档于2012年6月29日）.
- Teutsch, Danielle. . Melbourne: The Age. 6 April 2008. （原始内容存档于2012年11月3日）.
- Wild, J.P.; Brotchie, J.F.; Nicolson, A.J., , CSIRO Australia, 1984  [2015-06-19], （原始内容存档于2016-04-20）
- Williams, Paula, , Background Paper 16 (Parliamentary Library), April 1998, （原始内容存档于2012年2月7日）